# Bad Meets Evil
Bad Meets Evil je americké rapové duo, které tvoří rappeři Eminem (Evil) a Royce da 5'9" (Bad). Působili v letech 1998–2000, v roce 2010 se opět spojili a vydali debutové EP Hell: The Sequel.